# Бендида
Бенди́да (др.-греч. Βενδίς) — фракийская богиня-охотница, которая во Фракии отождествлялась с Артемидой, а также иногда с Гекатой и Персефоной; аналог Селены. Её культ имел оргиастические черты. В Аттике почиталась под именем Великой богини. В Афинах ежегодно справлялся праздник в её честь — бендидии, в Пирее находился храм богини.